# Guilhofrei
Guilhofrei é uma povoação portuguesa sede da Freguesia de Guilhofrei do Município de Vieira do Minho, freguesia com 11,40 km² de área e 898 habitantes (censo de 2021), tendo, por isso, uma densidade populacional de 78,8 hab./km².

## Geografia
Dista 10 km de Vieira do Minho.

## História
A antiga Freguesia, abundantemente documentada desde os fins do século XII, trazia anexas a si, em 1551, a de Santa Maria dos Ladrões e, em 1528, a de São Paio de Brunhaes.
Era reitoria da apresentação do Ordinário e Comenda da Ordem de Cristo.
Foi cabeça do antigo e extinto concelho de Vila Boa da Roda, tendo recebido foral de D. Afonso III em 15 de Fevereiro de 1261 e de D. Manuel I a 8 de agosto de 1514, altura em que estava adstrita à comarca de Guimarães.
Em 1852 aparece na comarca de Lanhoso e, em 1878, na de Vieira e no julgado de Rossas.

## Demografia
A população registada nos censos foi:
| Distribuição da População por Grupos Etários | Distribuição da População por Grupos Etários | Distribuição da População por Grupos Etários | Distribuição da População por Grupos Etários | Distribuição da População por Grupos Etários |
| -------------------------------------------- | -------------------------------------------- | -------------------------------------------- | -------------------------------------------- | -------------------------------------------- |
| Ano                                          | 0-14 Anos                                    | 15-24 Anos                                   | 25-64 Anos                                   | > 65 Anos                                    |
| 2001                                         | 231                                          | 165                                          | 581                                          | 177                                          |
| 2011                                         | 138                                          | 120                                          | 486                                          | 217                                          |
| 2021                                         | 89                                           | 86                                           | 452                                          | 271                                          |

## Lugares
Além da sede, a Freguesia de Guilhofrei engloba os seguintes lugares:
- Assento
- Calvelos
- Crasto
- Ermal
- Lomba
- Louredo
- Portelas
- Penelas
- São Silvestre
- Vila Boa

## Festas e Romarias
- São Silvestre (2.º domingo de maio)
- Senhora de Fátima (2.º domingo de agosto)
- São Tiago (25 de Julho e/ou fim-de-semana mais próximo)
- Senhora de Lurdes (último domingo de dezembro).

## Património
- Capela de Santo André
- Capela de São Silvestre
- Capela de Nossa Senhora de Lurdes
- Capela de Senhora de Fátima
- Igreja de São Tiago
- Barragem de Guilhofrei
- Carvalho do Ermal
- Fojo dos Lobos no Monte do Merouço
- Museu Etnográfico de Guilhofrei
- Praia Fluvial
- Carvalha Grossa (Ermal)

## Desporto
O mais antigo e influente nome do desporto em Guilhofrei é a Associação Cultural e Recreativa de Guilhofrei. A sua fundação remonta a 1979.
Mais recentemente foi criada a associação Moto Club Ermal. Esta organiza vários eventos relacionados com o desporto motorizado e não só. 
- Associação Cultural e Recreativa de Guilhofrei
- Moto Club Ermal

## Espaços de Lazer
- Praia Fluvial dos Carvalhos
- Pólo de Canoagem
- Campo de futebol "Outeiro da Lomba"
- Zona de lazer do Maroiço